# Elecciones municipales de Pasco de 1986
Las elecciones municipales de Pasco de 1986 se llevaron a cabo el 8 de noviembre de 1986 para elegir al alcalde y al Concejo Provincial de Pasco para el periodo 1987-1989. La elección se celebró simultáneamente con elecciones municipales en todo el país.
Los comicios se llevaron a cabo en un clima de violencia terrorista y militarización del departamento de Pasco. Durante este período, los partidos de izquierda enfrentaron constantes ataques y una asociación injustificada con el grupo terrorista Sendero Luminoso, lo que dificultó sus actividades políticas y organizativas. Uno de los episodios más relevantes de este contexto ocurrió en la madrugada del 23 de junio de 1986, cuando Teófilo Rímac Capcha, líder del Frente Obrero Campesino Estudiantil y Popular en Pasco y destacado opositor a Sendero Luminoso, fue detenido ilegalmente por miembros del Ejército peruano, junto con otros dirigentes sindicales, estudiantiles y campesinos.
Posteriormente, en una reacción de protesta y resistencia ante su detención, Rímac Capcha fue proclamado como candidato de Izquierda Unida a la alcaldía provincial de Pasco. En el momento de su proclamación, se desconocía que había sido asesinado en la base militar de Carmen Chico tras ser sometido a brutales torturas. Sus familiares, en especial su esposa Doris Caqui Calixto, sufrieron detenciones y torturas en sus reclamos por su liberación; hasta la actualidad, su desaparición es uno de los casos más representativos de desaparición forzada en el Perú.
A pesar de las adversidades, Izquierda Unida logró consolidarse nuevamente como la segunda fuerza más votada en Pasco, en lo que fue el mejor desempeño de cualquier partido de izquierda en la provincia hasta la actualidad, en medio de un fuerte incremento de la participación a comparación de 1983. Sin embargo, la elección fue ganada por un estrecho margen por Raúl Soto Gallufe, candidato del Partido Aprista Peruano. Soto Gallufe enfrentó grandes desafíos durante su gestión, incluyendo dos atentados mortales atribuidos a Sendero Luminoso, que lo obligaron a abandonar el cargo antes de finalizar su mandato.
En el ámbito distrital, el Partido Aprista Peruano consolidó su influencia, obteniendo el control de dos tercios de los distritos de la provincia de Pasco. Sin embargo, Izquierda Unida logró victorias clave en los distritos más importantes de la provincia, arrebatando al aprismo las alcaldías de Simón Bolívar y Yanacancha, los más poblados y estratégicos. Estas victorias representaron un contrapeso significativo a la hegemonía aprista en el resto de la provincia. Posteriormente, varios alcaldes elegidos en estos comicios serían víctimas de la violencia senderista.

## Sistema electoral
La Municipalidad Provincial de Pasco es el órgano administrativo y de gobierno de la provincia de Pasco. Está compuesta por el alcalde y el Concejo Provincial.
La votación del alcalde y el concejo se realiza en base al sufragio universal, que comprende a todos los ciudadanos nacionales mayores de dieciocho años, empadronados y residentes en la provincia de Pasco y en pleno goce de sus derechos políticos, así como a los ciudadanos no nacionales residentes y empadronados en la provincia de Pasco.
El Concejo Provincial de Pasco está compuesto por 19 regidores elegidos por sufragio directo para un período de tres (3) años, en forma conjunta con la elección del alcalde (quien lo preside). La votación es por lista cerrada y bloqueada. Se asigna a la lista ganadora los escaños según el método d'Hondt o la mitad más uno, lo que más le favorezca. Es elegido como alcalde el candidato que ocupe el primer lugar de la lista que haya obtenido la más alta votación.

## Composición del Concejo Provincial de Pasco
La siguiente tabla muestra la composición del Concejo Provincial de Pasco antes de las elecciones.
| Partidos | Partidos                    | Regidores |
| -------- | --------------------------- | --------- |
|          | Partido Aprista Peruano     | 11        |
|          | Izquierda Unida             | 5         |
|          | Partido Demócrata Cristiano | 1         |
|          | Acción Popular              | 1         |
|          | Partido Popular Cristiano   | 1         |

## Partidos y candidatos
A continuación se muestra una lista de los principales partidos y alianzas electorales que participaron en las elecciones:
| Candidatura | Candidatura | Partidos y alianzas | Candidatos | Candidatos                  | Ideología                                               | Resultado previo | Resultado previo | Ref. |
| Candidatura | Candidatura | Partidos y alianzas | Candidatos | Candidatos                  | Ideología                                               | Votos (%)        | Reg.             | Ref. |
| ----------- | ----------- | --- | ---------- | --------------------------- | ------------------------------------------------------- | ---------------- | ---------------- | ---- |
|             | APRA        | Lista - Partido Aprista Peruano (APRA) |            | Raúl Soto Gallufe           | Aprismo                                                 | 37.01%           | 11               |      |
|             | IU          | Lista - Izquierda Unida (IU) – Unión de Izquierda Revolucionaria (UNIR) – Partido Unificado Mariateguista (PUM) – Partido Socialista Revolucionario (PSR) – Partido Comunista Revolucionario (PCR) – Partido Comunista Peruano (PCP) – Frente Obrero Campesino Estudiantil y Popular (FOCEP) |            | Teófilo Rímac Capcha        | Marxismo-leninismo Mariateguismo Socialismo democrático | 34.89%           | 5                |      |
|             | M7J         | Lista - Movimiento Cívico Nacional 7 de Junio (M7J) |            | Gavino Matamoros Villanueva |                                                         | Nuevo            | Nuevo            |      |
|             | IND         | Lista - Lista Independiente Unidad y Desarrollo Pasqueños |            | Julio Inocente Cieza        | Localismo pasqueño                                      | Nuevo            | Nuevo            |      |

## Resultados

### Sumario general
|                        |                                                   |              |              |              |           |           |
| Partidos y coaliciones | Partidos y coaliciones                            | Voto popular | Voto popular | Voto popular | Regidores | Regidores |
| Partidos y coaliciones | Partidos y coaliciones                            | Votos        | %            | ±pp          | Total     | +/−       |
|                        | Partido Aprista Peruano (APRA)                    | 14,147       | 48.77        | +11.76       | 11        | ±0        |
|                        | Izquierda Unida (IU)                              | 12,341       | 42.55        | +7.66        | 7         | +2        |
|                        | Lista Independiente Unidad y Desarrollo Pasqueños | 2,153        | 7.42         | n/a          | 1         | +1        |
|                        | Movimiento Cívico Nacional 7 de Junio (M7J)       | 365          | 1.26         | Nuevo        | 0         | ±0        |
|                        |                                                   |              |              |              |           |           |
| Total                  | Total                                             | 29,006       |              |              | 19        | ±0        |
|                        |                                                   |              |              |              |           |           |
| Votos válidos          | Votos válidos                                     | 29,006       | 81.19        | –11.44       |           |           |
| Votos en blanco        | Votos en blanco                                   | 1,557        | 4.36         | +2.12        |           |           |
| Votos nulos            | Votos nulos                                       | 5,161        | 14.45        | +9.32        |           |           |
| Votos emitidos         | Votos emitidos                                    | 35,724       | 68.00        | +21.97       |           |           |
| Abstenciones           | Abstenciones                                      | 16,811       | 32.00        | –21.97       |           |           |
| Votantes registrados   | Votantes registrados                              | 52,535       |              |              |           |           |
|                        |                                                   |              |              |              |           |           |
| Fuente:                |                                                   |              |              |              |           |           |

## Elecciones municipales distritales

### Resultados por distrito
La siguiente tabla enumera el control de los distritos de la provincia de Pasco. El cambio de mando de una organización política se resalta del color de ese partido.
| Distrito                            | Alcalde(sa) titular        | Partido político | Partido político          | Alcalde(sa) electo(a)       | Partido político | Partido político        |
| ----------------------------------- | -------------------------- | ---------------- | ------------------------- | --------------------------- | ---------------- | ----------------------- |
| Huachón                             | Demetrio Cajahuamán Ayala  |                  | Partido Aprista Peruano   | Ángel Paredes Flores        |                  | Izquierda Unida         |
| Huariaca                            | Félix Villar Santiago      |                  | Izquierda Unida           | Américo Trujillo Gonzáles   |                  | Partido Aprista Peruano |
| Huayllay                            | Máximo Ricra Mateo         |                  | Izquierda Unida           | Luis Oropeza de la Cruz     |                  | Partido Aprista Peruano |
| Ninacaca                            | Fidel Alania Córdova       |                  | Izquierda Unida           | Gerardo Huaricapcha Torres  |                  | Partido Aprista Peruano |
| Pallanchacra                        | Roque Mendieta Trujillo    |                  | Izquierda Unida           | Alfredo Chamorro de la Cruz |                  | Partido Aprista Peruano |
| Paucartambo                         | Gaudencio Atahuamán Guerra |                  | Partido Aprista Peruano   | Miguel Lugo Rojas           |                  | Partido Aprista Peruano |
| San Francisco de Asís de Yarusyacán | Policarpo Cabello López    |                  | Izquierda Unida           | Mauro Velásquez Cabello     |                  | Partido Aprista Peruano |
| Simón Bolívar                       | Gabriel Gora Ayala         |                  | Partido Aprista Peruano   | Celso Curi Santiago         |                  | Izquierda Unida         |
| Ticlacayán                          | Augusto Meza Capcha        |                  | Partido Popular Cristiano | Juan Salcedo Rodríguez      |                  | Izquierda Unida         |
| Tinyahuarco                         | Walter Poma Barreto        |                  | Partido Aprista Peruano   | Alberto Zelaya Castro       |                  | Partido Aprista Peruano |
| Vicco                               | Rodolfo Espinoza Panes     |                  | Izquierda Unida           | Pedro Mauricio León         |                  | Partido Aprista Peruano |
| Yanacancha                          | Luis Aguilar Cajahuamán    |                  | Partido Aprista Peruano   | Arturo Robles Morales       |                  | Izquierda Unida         |